# Fleury Binachon
Pour les articles homonymes, voir Binachon.
Fleury Binachon, né le 21 mars 1816 à Rive-de-Gier (Loire) et mort le 18 décembre 1889 à Pont-Salomon (Haute-Loire), est un directeur d'usine et homme politique français.

## Biographie
Directeur des usines de faux de Pont-Salomon, conseiller général du canton de Saint-Didier-en-Velay de 1871 à 1889, maire de Pont-Salomon, il est élu député de Haute-Loire du 16 février 1879 au 27 octobre 1881 puis du 18 octobre 1885 au 11 novembre 1889.
En janvier 1882, il est fait chevalier de la Légion d'honneur. Il était le père de Joannès Binachon, maire de Pont-Salomon et conseiller général du canton de Saint-Didier-en-Velay et le beau-père de Régis Martin-Binachon, homme politique français.

## Sources
- « Fleury Binachon », dans Adolphe Robert et Gaston Cougny, Dictionnaire des parlementaires français, Edgar Bourloton, 1889-1891 [détail de l’édition]